# ライプツィヒ–ドレスデン線
ライプツィヒ-ドレスデン線 （ライプツィヒ–ドレスデンせん、ドイツ語: Bahnstrecke Leipzig–Dresden）とは、ドイツ連邦共和国ザクセン州ライプツィヒのライプツィヒ中央駅から同ドレスデンのドレスデン=ノイシュタット駅に至る全長116.098kmのドイツ鉄道の路線である。

## 歴史

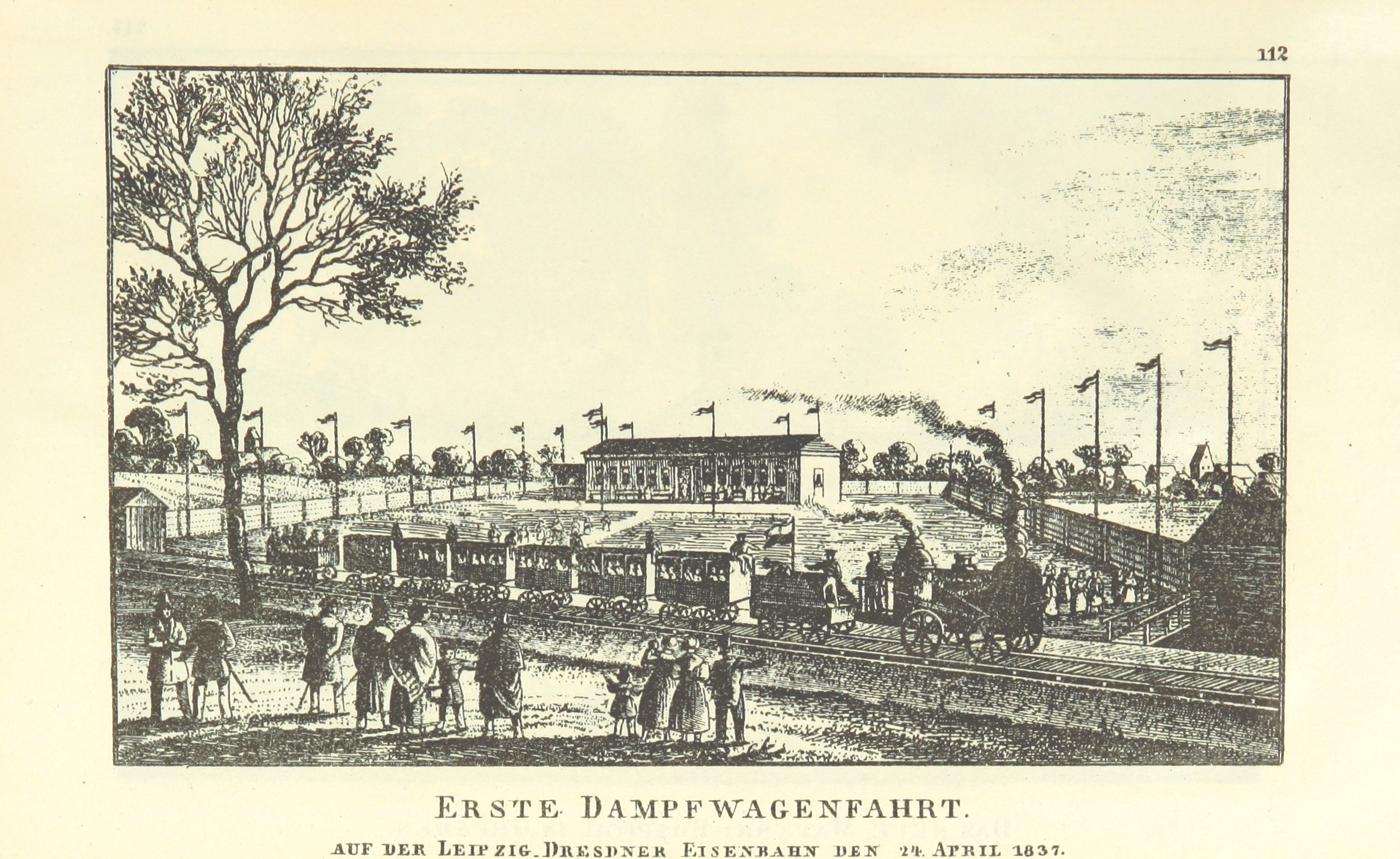
1837年4月24日に蒸気機関車の運行が開始された。

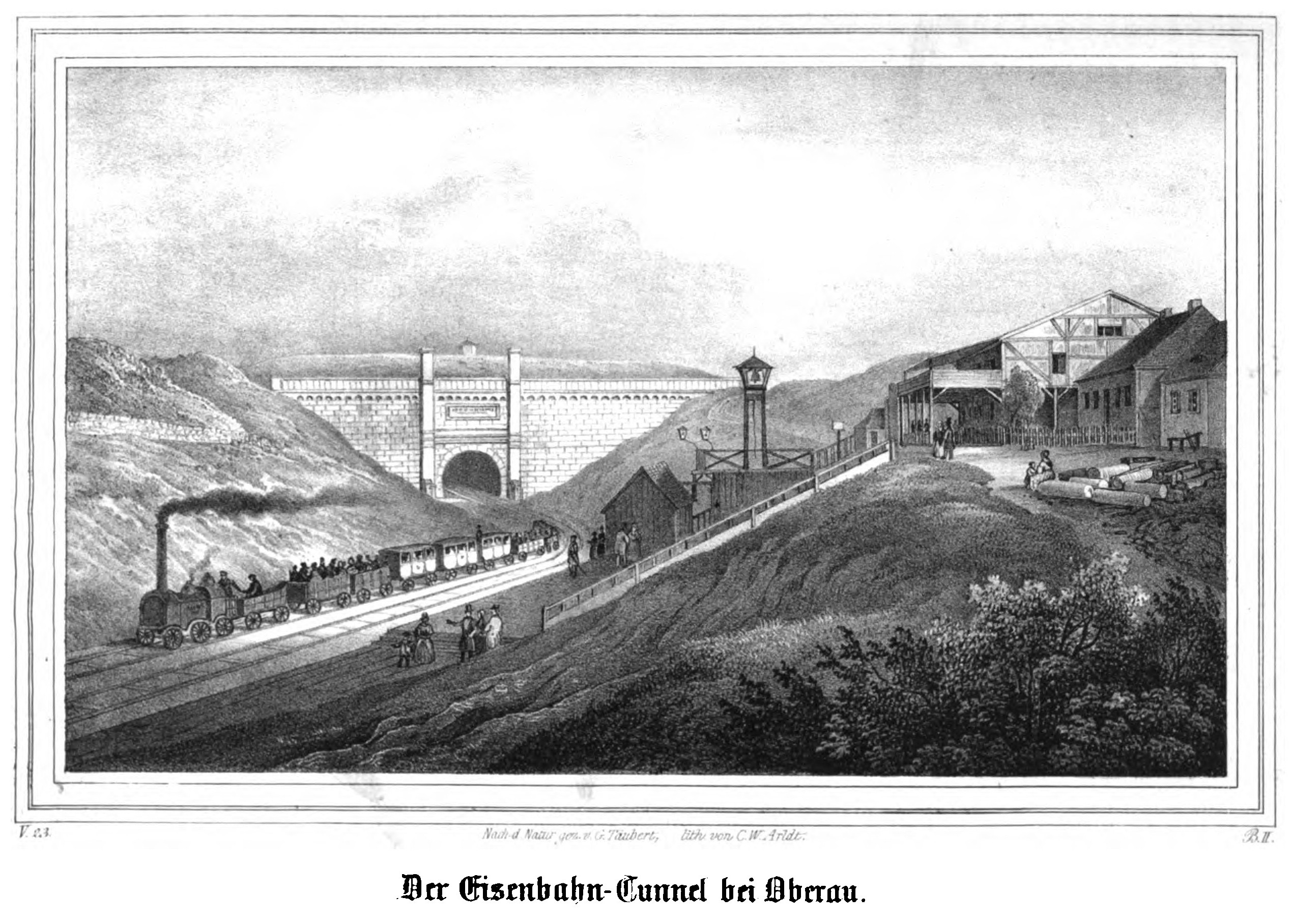
1840年当時のオーバーアウトンネル

ライプツィヒ・ドレスデン鉄道株式会社により1837年から1839年にかけて建設された。ドイツで最初の蒸気機関車のみを用いる長距離路線であり、大陸ヨーロッパで最初の標準軌路線のトンネルであるオーバーアウトンネルを有していた。当初は単線での開業であったが、建設時点から複線化を見越した設計であったため全線開業後の1840年に全線複線化された。また、ベルリン-ドレスデン線が1875年に開通するまではベルリン - ドレスデン間のルートの一部であった。
1876年には王立ザクセン邦有鉄道の一部となり、1915年12月4日にはターミナル駅としてライプツィヒ中央駅が開業した。第一次世界大戦後の1920年4月1日には王立ザクセン邦有鉄道はドイツ国営鉄道に編入された。
大陸ヨーロッパで最初の標準軌トンネルであったオーバーアウトンネルは徐々に車両限界を満たさないようになったことから1933年から翌34年にかけて開削され消滅した。
第二次世界大戦後の1945年にはソビエト連邦への戦争賠償のために複線のうち一線が撤去され単線化された。かつては複々線であったコスヴィッヒ - ドレスデン間も例外ではなかった。これはドイツの最重要路線の一つの線路容量が100年以上前の開業当初の水準に落ち込んだことを意味するものであった。一時期はライプツィヒおよびドレスデンからの列車の一部はマイセンおよびデーベルンを経由するボーアスドルフ-コスヴィッヒ線経由で運行された。しかしながら、デーベルン経由の路線は勾配が多いため重量級の列車の場合は追加の機関車が必要であり、慢性的な問題となっていた。このため、東ドイツ建国後の1967年に再度複線化された。
1960年代初頭には電化計画が浮上し、1969年から翌70年にかけて電化が行われた。電化当初はカール＝マルクス＝シュタットおよびムルデンシュタイン発電所から送電されていたが、これでも急増する輸送量に対応するには電力供給が不十分であったことから蒸気機関車やディーゼルも継続的に用いられていた。最終的にはドレスデンの新たな発電所に3機の32メガトワット級機械を設置することで完全な電化が実現した。

交通プロジェクト「ドイツ再統一」の概観

1990年のドイツ再統一後はドイツで最も運行本数の多い路線の一つになったことに加え、他の東ドイツ国鉄の多くの路線と同様に応急処置と近代化が必要とされていた。路線改良は67kmの速度向上と48kmの新線建設が連邦政府によって決定され1993年に工事が開始された。2000年にはライプツィヒ - リーザ間で200km/h運転が開始され、LZB（連続列車制御装置）も設置された。リーザ - ドレスデン間も高速化工事が進行中である。統一直後の1990年には90分を要していたライプツィヒ - ドレスデン間は2015年現在60分強まで短縮されている。

## 運行形態
地域輸送の場合、ライプツィヒ - オーシャツ間は中部ドイツ運輸連合の運賃制が適用される区間である。リーザ - ドレスデン間の運賃は上エルベ運輸連合（Verkehrsverbund Oberelbe, VVO）が担当する。
- ICE 50: ヴィースバーデン - マインツ - フランクフルト（マイン） - フルダ - アイゼーナッハ - エアフルト - ライプツィヒ - リーザ - ノイシュタット - ドレスデン。120分ごと。
- IC 55: シュトゥットガルト - ハイデルベルク - マンハイム - ケルン - ヴッパータール - ドルトムント - ビーレフェルト - ハノーファー - マグデブルク - ハレ（ザーレ） - ライプツィヒ - リーザ - ノイシュタット - ドレスデン。120分ごと。
- 快速列車（RE 50）: ライプツィヒ - エンゲルスドルフ - ボルスドルフ - ヴルツェン - キューレン - ダーレン - オーシャツ - リーザ - グラウビッツ - ニュンヒリッツ - プリーステヴィッツ - ニーダーラウ - ヴァインボェーラ - コスヴィッヒ - ノイシュタット - ドレスデン。60分ごと。
- Sバーン（S 3）: ニートレーベン - ハレ（ザーレ） - シュコダイディッツ - ライプツィヒ - MDR駅 - シュトェターリッツ - エンゲルスドルフ - ボルスドルフ - ゲリクスハイン - マヒェルン - アルテンバッハ - ベネヴィッツ - ヴルツェン（- キューレン - ダーレン - オーシャツ）。30分ごと。
- Sバーン（S 1）: マイセントリービシュタール - マイセン - コスヴィッヒ - チチェウィヒ - コェツシェンブローダ - ラーデーボイル葡萄駅 - ラーデーボイル東駅 - トラーハウ - プリーシェン - ビショフ広場駅 - ノイシュタット - ドレスデン - ピルナ - バートシャンダウ - シェーナ。20分ごと。